# Euregio Weinviertel-Südmähren-Westslowakei
Die Euregio Weinviertel–Südmähren–Westslowakei ist eine Europaregion zwischen den Staaten Österreich, Tschechien und der Slowakei. Sie wurde 1997 gegründet, zu einer Zeit, als nur Österreich der EU angehörte.

## Lage
Die Region umfasst folgende Regionen:
- im Weinviertel folgende Bezirke:
  - Gänserndorf
  - Hollabrunn
  - Korneuburg
  - Mistelbach
- in Südmähren die Bezirke (okres)
  -  Břeclav
  - Hodonín
  - Znojmo  und
  - Brno-venkov
- in der Záhorie die Kreise (kraj)
  - Bratislavský kraj mit den Bezirken (okres)
    - Malacky
    - Pezinok
    - Senec

  - Trnavský kraj mit den Bezirken (okres)
    - Senika und
    - Skalica

Das Gebiet umfasst dabei 270 Gemeinden, in denen etwa eine Million Menschen leben. Nicht eingeschlossen sind dabei die drei Großstädte Wien, Brünn und Bratislava selbst. Der niederösterreichische Anteil entspricht der Hauptregion Weinviertel der Raumplanung des Landes.

## Entwicklung
Allen drei Regionen ist gemeinsam, dass sie die Zeit bis zur Wende im Jahr 1989 diesseits bzw. jenseits des Eisernen Vorhanges lagen und daher wirtschaftlich stark benachteiligt waren, wenn auch die Entwicklungen in den einzelnen Ländern abhängig von der Politik im jeweiligen Land verschieden verlief.
Das Gebiet insgesamt wird zu 70 % landwirtschaftlich genutzt. Ein weiterer großer Teil steht unter verschiedenen Naturschutzstufen, wie den Nationalparks Donauauen und Thayatal in Österreich oder dem Národní park Podyjí in Tschechien. Seit dem Jahr 2007 ist das gesamte Gebiet der Donau-March-Thayaauen als Ramsar-Gebiet ausgewiesen.

## Organisation
Das Euregio-Center befindet sich in Zistersdorf. Regionale Entwicklungsagenturen sind in Brno, Břeclav, Malacky, Pezinok, Trnava, Senec und Galanta angesiedelt.
Zusätzlich gibt es noch zehn Regionalbüros, die, vor allem an den Staatsgrenzen eingerichtet, als grenzüberschreitende Impulszentren wirken sollen.

## Ziele
Neben der Verbesserung der Sprachkenntnisse der jeweils anderen Länder soll auch durch Ansiedlung zusätzlicher Schulen wie HTL oder Fachhochschulen die Ausbildung in den Regionen und damit der Arbeitsmarkt verbessert werden. Durch die Schaffung zusätzlicher Arbeitsplätze soll die Anzahl der Pendler reduziert bzw. die Anfahrtswege zum Arbeitsplatz verkürzt werden. 
Ein weiteres gemeinsames Ziel ist die Verbesserung in der gemeinsamen Landwirtschaft und im Weinbau, der in der gesamten Region betrieben wird, im Speziellen. Die gesamte Fläche dieser neu organisierten Weinbauregion wird damit zu einer der größten in Europa.
Auch der Tourismus soll durch eine gemeinsame Vermarktung verbessert werden. So führt beispielsweise die Bernsteinstraße durch alle drei Regionen und könnte ein Kristallisationspunkt für noch weitere Vergrößerung sein. Auch der sanfte Tourismus im Rahmen der Naturschutzmaßnahmen wird gefördert. 